# Caso base
Caso base da recursão, em programação, é uma situação em que a função recursiva pára de chamá-la novamente. O caso base é de extrema importância na implementação da recursividade, pois ele evita o loop infinito.

Um exemplo de caso base usando a função de contagem regressiva escrito em Python:
```
def
 
regressiva
(
i
):

 
print
 
i

 
if
 
i
 
<=
 
1
:
 
# Caso base

  
return

 
else
:

  
regressiva
(
i
-
1
)
 
# Caso recursivo

```